# نامه‌های مانی
دیوان یا مجموعهٔ نامه‌ها به فارسی میانه به نامه‌هایی که مانی به رهبران جوامع مانوی در زمان‌ها و مکان‌های مختلف نوشته‌است، گفته می‌شود. ابن ندیم در کتابی به نام رسائل فهرستی از عناوین ۷۷ نامهٔ مانی را آورده‌است. اصل این نامه‌ها به تمامی نه به زبان اصلی باقی‌مانده و نه به صورت ترجمه به یکی از زبان‌های ایرانی اما از بعضی از آنها نقل قول‌های کوتاهی که صورت اندرز و سخنان حکیمانه دارد، در بعضی از متون فارسی میانه و سغدی مانوی آمده‌است. از جمله:
- نامهٔ بزرگان به فارسی میانه که احتمالاً همان نامهٔ شمارهٔ ۲ در فهرست ابن ندیم با عنوان رسالة الکبرا است.
- نامهٔ هتا به فارسی میانه که همان نامهٔ ۶۶ در فهرست ابن ندیم با عنوان رسالة حطا است.
- نامهٔ میشون به فارسی میانه که احتمالاً همان نامهٔ شمارهٔ ۳۳ در فهرست ابن ندیم یا عنوان رسالة هند العظیمه  است.
- نامهٔ ارمن به فارسی و سغدی که همان نامهٔ شمارهٔ ۸ در فهرست ابن ندیم با عنوان رسالة ارمینیة است.
- نامهٔ سیسن پتی به سغدی که ظاهراً همان نامهٔ شمارهٔ ۲۴ در فهرست ابن ندیم با عنوان رسالة سیس و فتق فی الصُوَر است.  [۱]